# San Benito (Texas)
San Benito és una població dels Estats Units a l'estat de Texas. Segons el cens del 2000 tenia 23.444 habitants.

## Demografia
Segons el cens del 2000, San Benito tenia 23.444 habitants, 7.065 habitatges, i 5.715 famílies. La densitat de població era de 822,1 habitants per km².
Dels 7.065 habitatges en un 41,4% hi vivien nens de menys de 18 anys, en un 56,6% hi vivien parelles casades, en un 19,5% dones solteres, i en un 19,1% no eren unitats familiars. En el 16,8% dels habitatges hi vivien persones soles el 10,7% de les quals corresponia a persones de 65 anys o més que vivien soles. El nombre mitjà de persones vivint en cada habitatge era de 3,3 i el nombre mitjà de persones que vivien en cada família era de 3,72.
Per edats la població es repartia de la següent manera: un 33,3% tenia menys de 18 anys, un 10,5% entre 18 i 24, un 24,8% entre 25 i 44, un 17,8% de 45 a 60 i un 13,6% 65 anys o més.
L'edat mediana era de 30 anys. Per cada 100 dones de 18 o més anys hi havia 84,1 homes.
La renda mediana per habitatge era de 24.027 $ i la renda mediana per família de 26.415 $. Els homes tenien una renda mediana de 22.097 $ mentre que les dones 18.512 $. La renda per capita de la població era de 10.317 $. Aproximadament el 28,7% de les famílies i el 32,7% de la població estaven per davall del llindar de pobresa.

## Poblacions properes
El següent diagrama mostra les poblacions més properes.